# Powiat stanisławowski

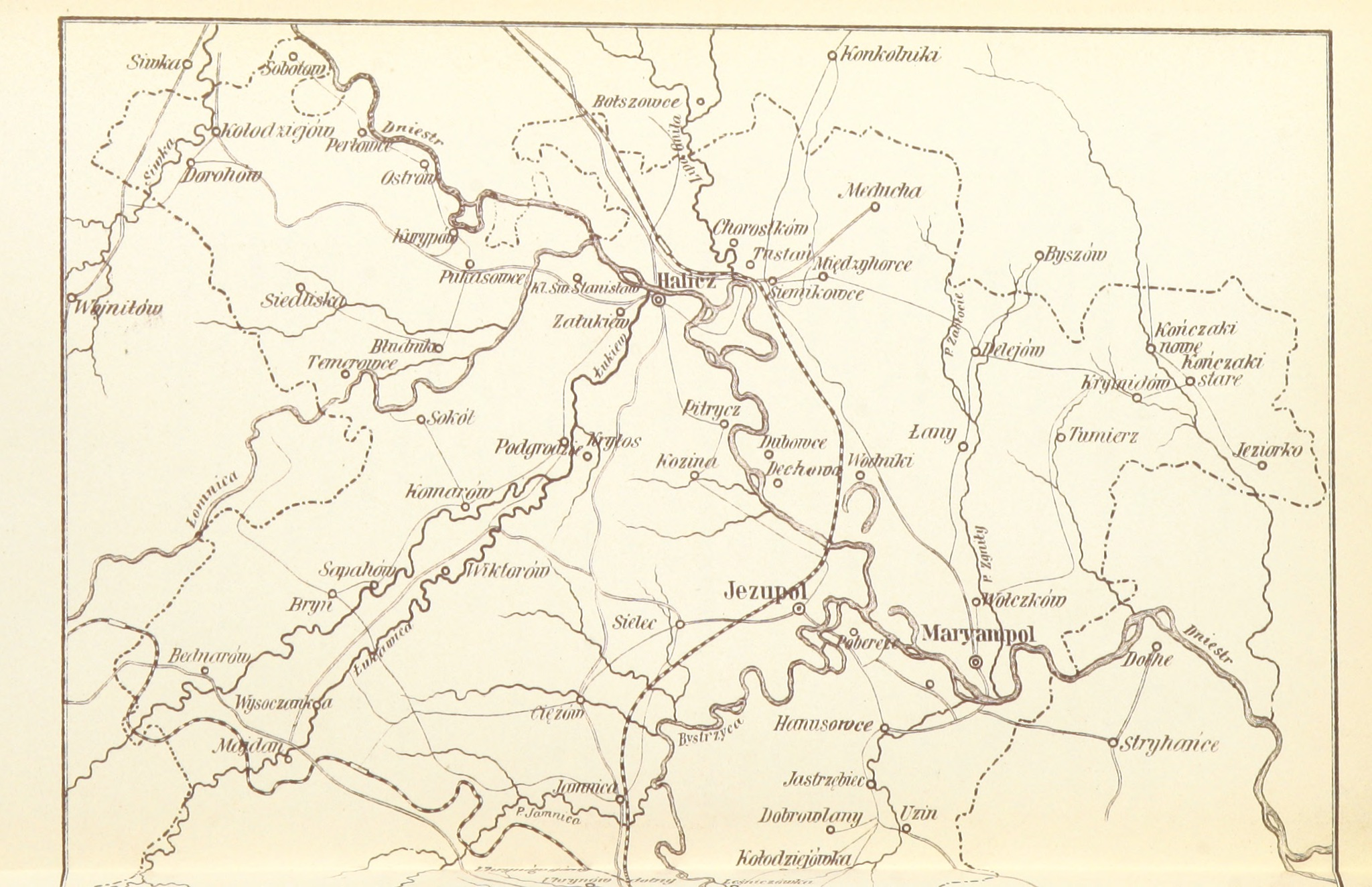
powiat stanisławowski, cz. północna

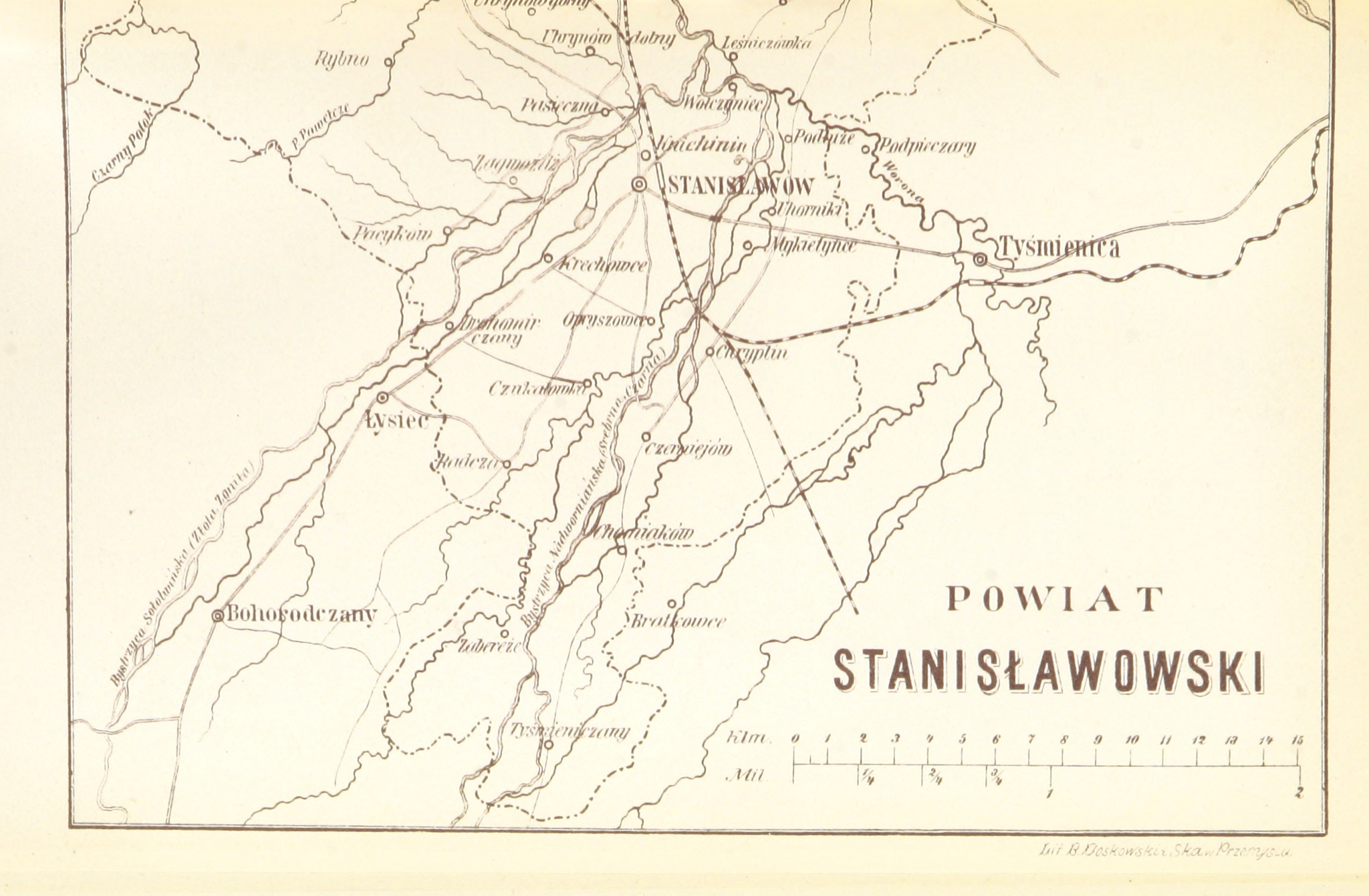
powiat stanisławowski, cz. południowa

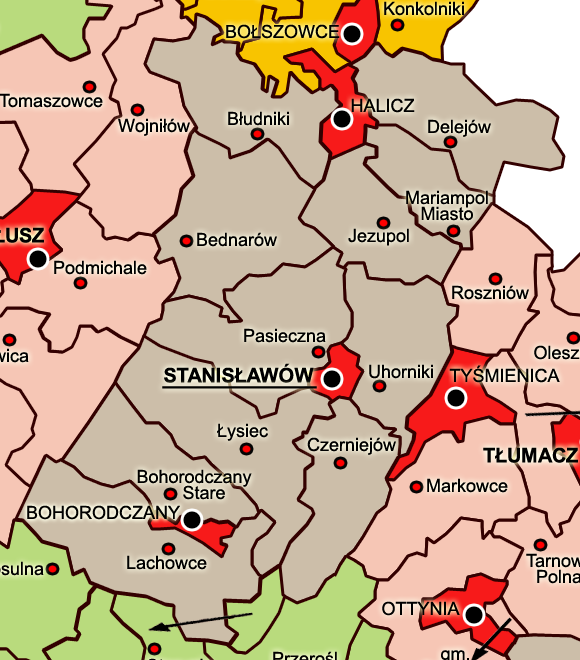
Powiat Stanisławowski od 1934

Powiat stanisławowski – powiat województwa stanisławowskiego II Rzeczypospolitej. Jego siedzibą było miasto Stanisławów. W skład powiatu wchodziło 87 gmin.

## Zmiany administracyjne
1 kwietnia 1932 zlikwidowano powiat bohorodczański, włączając do powiatu stanisławowskiego następujące gminy:
1. Bohorodczany
2. Bohorodczany Stare
3. Chmielówka
4. Głębokie
5. Chlebówka
6. Horocholina
7. Hryniówka
8. Iwanikówka
9. Lachowce
10. Lesiówka
11. Łysiec
12. Łysiec Stary
13. Niewoczyn
14. Pochówka
15. Posiecz
16. Sadzawa
17. Stebnik

15 czerwca 1934  z powiatu rohatyńskiego do powiatu stanisławowskiego przyłączono gminę jednostkową Byszów.
1 sierpnia 1934 dokonano nowego podziału powiatu na gminy wiejskie.

## Starostowie
- Gustaw Janecki[4]
- Jerzy Muszyński (1937–)[5]

## Gminy
1. Gmina Bednarów
2. Gmina Błudniki
3. Gmina Bohorodczany
4. Gmina Bohorodczany Stare
5. Gmina Bratkowce
6. Gmina Bryń
7. Gmina Chomiaków
8. Gmina Chorostków Polski
9. Gmina Chryplin
10. Gmina Ciężów
11. Gmina Czerniejów
12. Gmina Czukałówka
13. Gmina Delejów
14. Gmina Dobrowlany Jezupolskie
15. Gmina Dorochów
16. Gmina Drohomirczany
17. Gmina Dubowce
18. Gmina Halicz
19. Gmina Hanusowce
20. Gmina Horocholina
21. Gmina Hryniówka
22. Gmina Iwanówka
23. Gmina Jamnica
24. Gmina Jeziorko
25. Gmina Jezupol
26. Gmina Kołodziejów
27. Gmina Kołodziejówka
28. Gmina Komarów
29. Gmina Kończaki Nowe
30. Gmina Kończaki Stare
31. Gmina Kozina
32. Gmina Krechowce
33. Gmina Kryłos
34. Gmina Krymidów
35. Gmina Kurypów
36. Gmina Lachowce
37. Gmina Łany
38. Gmina Łesiówka
39. Gmina Łysiec
40. Gmina Łysiec Stary
41. Gmina Majdan
42. Gmina Mariampol
43. Gmina Meducha
44. Gmina Michałówka
45. Gmina Międzyhorce
46. Gmina Mykietyńce
47. Gmina Niewoczyn
48. Gmina Opryszowce
49. Gmina Ostrów
50. Gmina Pacyków
51. Gmina Pasieczna
52. Gmina Pawełcze
53. Gmina Perłowce
54. Gmina Pitrycz
55. Gmina Pobereże
56. Gmina Pochówka
57. Gmina Podłuże
58. Gmina Posiecz
59. Gmina Pukasowce
60. Gmina Radcza
61. Gmina Rybno
62. Gmina Sadzawa
63. Gmina Sapahów
64. Gmina Sapohów
65. Gmina Siedliska
66. Gmina Sielec
67. Gmina Stanisławów
68. Gmina Stebnik
69. Gmina Subotów
70. Gmina Święty Stanisław
71. Gmina Temerowce
72. Gmina Tumierz
73. Gmina Tustań
74. Gmina Tyśmieniczany
75. Gmina Uhorniki
76. Gmina Uhrynów Dolny
77. Gmina Uhrynów Górny
78. Gmina Uhrynów Szlachecki
79. Gmina Uzin
80. Gmina Wiktorów
81. Gmina Wodniki
82. Gmina Wołczków
83. Gmina Wołczyniec
84. Gmina Wysoczanka
85. Gmina Zabereże
86. Gmina Zagwóźdź
87. Gmina Załukiew

## Gminy wiejskie w 1934 r.
- gmina Bednarów
- gmina Błudniki
- gmina Bohorodczany Stare
- gmina Czerniejów
- gmina Delejów
- gmina Jezupol
- gmina Lachowce
- gmina Łysiec
- gmina Mariampol Miasto
- gmina Pasieczna
- gmina Uhorniki

## Miasta
- Stanisławów
- Bohorodczany
- Halicz